# Шомош, Андраш
Андраш Шомош (венг. Somos András; 18 сентября 1911, Мезаберен, Венгрия — 15 марта 1996) — венгерский овощевод и растениевод.

## Биография
Родился 18 сентября 1911 года в Мезаберене. В 1930 году поступил в Высшее сельскохозяйственное училище, который он окончил в 1933 году. Одного диплома ему показалось мало, тогда он в 1938 году поступил в Политехнический университет, который он окончил в 1942 году. С 1946 по 1948 год заведовал кафедрой овощеводства Высшей школы садоводства. В том же году основал Сельскохозяйственный НИИ центр, который распахнул свои двери в 1948 году. Ему предлагали возглавить основанный им НИИ центр, но он отказался и решил стать профессором и работал вплоть до 1949 года. В 1960 году был избран ректором Высшей школы садоводства и виноградарства, данную должность он занимал вплоть до 1965 года. В 1965 году был избран ректором Института садоводства и виноградарства, данную должность он занимал вплоть до 1975 года. В 1975 году был избран директором Института овощеводства.
Скончался 15 марта 1996 года.

## Научные работы
Основные научные работы посвящены биологии, сортоиспытанию и селекции овощных культур.
- Занимался проблемами питания овощных культур, проблемами орошения, внесения удобрений, выращиванию этих культур в открытом грунте.

## Членство в обществах
- Иностранный член ВАСХНИЛ (1970-92).
- Член Венгерской АН.
- Почётный член ряда академий наук и университетов.